# 305ª Sezione
La 305ª Sezione del Servizio Aeronautico del Regio Esercito dal dicembre 1916 difendeva la città di Cairo Montenotte.

## Storia
Nel dicembre 1916 nasce la Sezione Difesa di Cairo Montenotte che viene attivata dal gennaio 1917 con 3 Voisin III al comando del Tenente Alfredo Cavalieri che dispone di 2 Sergenti piloti tra cui Gino Allegri.
Nell'estate il comando passa al Ten. Renato Gioncada che al 29 settembre disponeva di altri 3 piloti ed alla fine dell'anno il comando va al Ten. Faustino Clementi.
Nell'estate 1918 diventa 305ª Sezione che alla fine del conflitto dispone di 3 Voisin e 3 piloti.
Ne viene disposto lo scioglimento il 18 gennaio 1919 che avviene in febbraio.